# 달서선사문화체험축제
달서선사문화체험축제는 대구 최초의 구석기 유물과 청동기 선사시대 유적 등이 다양하게 분포되어 있는 달서구 월배 지역, 달서구 대천동 한샘청동공원 일원에서 매년 진행되는 청동기시대 유적 체험 행사이다.

## 개요
달서선사문화체험축제는 대구광역시 달서구 월배 지역에서 보존하고 있는 2만 년 선사시대 유적을 탐방하고 체험하여 대구 시민들의 문화 보존 의식을 기르고자 2014년 구성된 주민동아리 ‘달서선사유적사람들’과 주민들의 적극적인 참여로 시작되어 현재까지 진행되고 있다.

## 행사 내용[2]
| 구 분          | 구 분                               | 시간(예정)  | 주요내용 | 비고                         |
| 1일차 (5. 17.) | 식전공연                            | 19:00~19:20 | ● 도약과 화합을 테마로 한 선사무용제                                                                                       | 한샘 청동 공원               |
| 1일차 (5. 17.) | 개막식                              | 19:20~19:40 | ● 개막선언, 인사말씀, 축사 등                                                                                              | 한샘 청동 공원               |
| 1일차 (5. 17.) | 선사(先史) 음악회                   | 19:40~21:00 | ● 태초의 최고 발명품 '불' 퍼포먼스 ● 남미 전통음악 공연 ● 퓨전국악 공연 ● 노래와 연주가 함께하는 크로스오버 공연           | 한샘 청동 공원               |
| 2일차 (5. 18.) | 달서 선사그림 그리기대회            | 10:00~14:00 | ● '2만 년 전 달서'란 주제로 선사그림그리기 대회                                                                            | 선돌 마당 공원               |
| 2일차 (5. 18.) | 체험·홍보부스 및 프리마켓, 먹거리존 | 11:00~17:30 | ● 체험 및 홍보 부스: 20개 ● 프리마켓: 20개 정도 ● 먹거리존: 푸드트럭 4개 정도 ● 가족과의 추억남기기 '인생네컷 포토서비스'  | 한샘 청동 공원 / 달서 선사관 |
| 2일차 (5. 18.) | 레크레이션                          | 12:00~15:30 | ● 모두가 함께 즐기는 레크레이션 ● 벌룬 퍼포먼스 공연 ● 선사시대 OX 퀴즈 ● 선사올림픽 '선사인이 돌아왔다' ● 미션스탬프 투어 | 한샘 청동 공원 / 달서 선사관 |
| 2일차 (5. 18.) | 선사 퍼레이드                       | 15:00~15:30 | ● 가족단위 참가자들의 선사인(先史人)퍼레이드                                                                               | 한샘 청동 공원 / 달서 선사관 |
| 2일차 (5. 18.) | 선사 패션쇼                         | 15:30~16:00 | ● 팀별 다양한 선사인 분장을 통한 패션쇼 개최                                                                               | 한샘 청동 공원 / 달서 선사관 |
| 2일차 (5. 18.) | 선사 작은콘서트                     | 16:00~17:30 | ● 어쿠스틱 듀오 공연 ● K-pop 댄스 공연 ● 매직쇼                                                                            | 한샘 청동 공원 / 달서 선사관 |